# Curticantharis trapezialis
Curticantharis trapezialis es una especie extinta de coleóptero de la familia Cantharidae, la cual fue descrita científicamente por Jun-Feng Zhang en 1994; a partir de un holotipo de la colección 6. El cual fue hallado sobre sedimentos de lutita, provenientes de un ambiente lacustre del Mioceno, en el Parque nacional geológico de Shanwang de Linqu, China.

## Características
Su dimensiones son 11,9 x 4,2 mm y su edad estimada es de entre 11,608 y 15,97 millones de años.

## Tipos
- Curticantharis capacis
- Curticantharis thermophila
- Curticantharis trapezialis